# Warcabnik ślazowiec

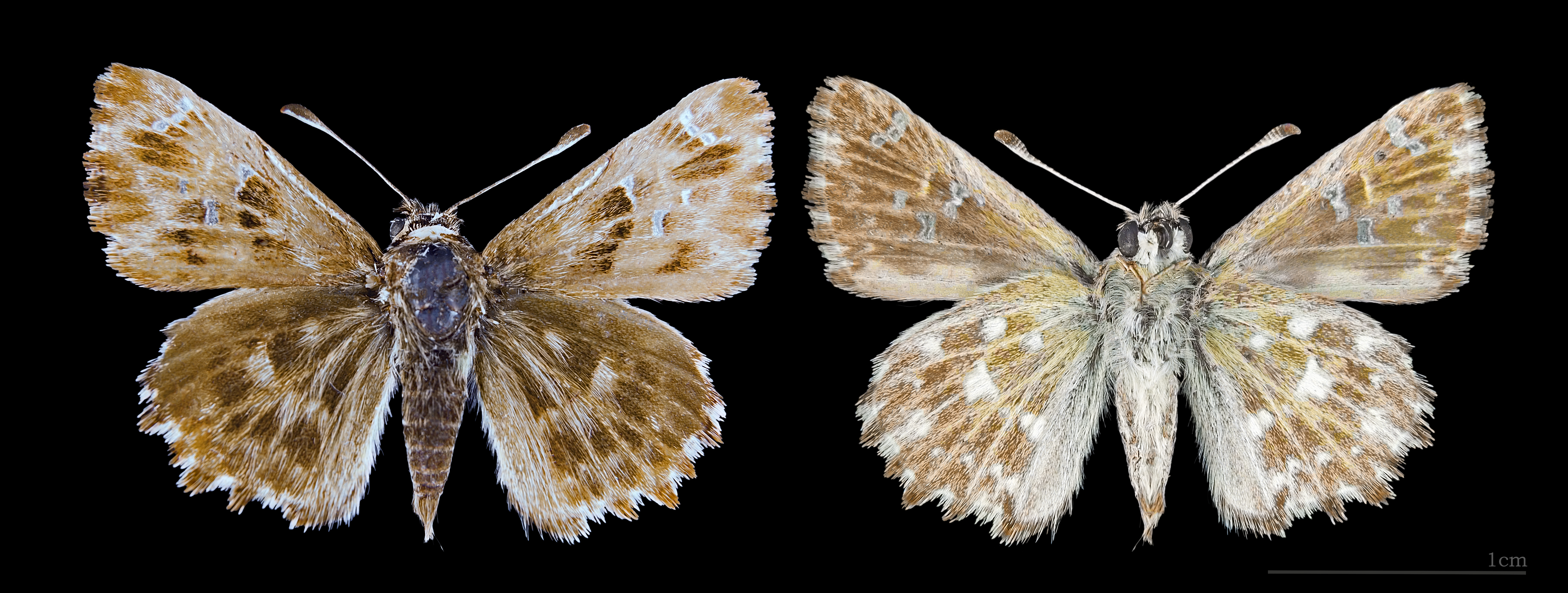
Warcabnik ślazowiec

Warcabnik ślazowiec (Carcharodus alceae) – motyl dzienny z rodziny powszelatkowatych.

## Wygląd
Rozpiętość skrzydeł od 28 do 32 mm. Dymorfizm płciowy słabo zaznaczony.

## Siedlisko
Suche, przerzedzone zarośla, obrzeża lasów i polany z niską roślinnością, kamieniste lasostepy, nasypy kolejowe, przydroża, opuszczone ogrody.

## Biologia i rozwój
Wykształca dwa pokolenia w roku (maj-czerwiec i połowa lipca-początek września). Rośliny żywicielskie: ślaz zygmarek, ślaz piżmowy, ślaz zaniedbany, malwa różowa i inne malwowate. Jaja barwy brunatnej składane są pojedynczo na wierzchniej stronie liścia, pąka lub kwiatu rośliny żywicielskiej. Larwy wylęgają się po 1-2 tygodniach. Zimują wyrośnięte larwy. Stadium poczwarki trwa 2-4 tygodnie.

## Rozmieszczenie geograficzne
Gatunek zachodniopalearktyczny, w Polsce występuje najczęściej w południowej i środkowej części kraju.